# Anagram
Anagrám ali premetánka (grško ana- - nazaj + graphein - pisati) nastane s permutacijo črk v besedi ali frazi, tako da dobimo drugo besedo ali frazo, ki ima neki pomen (glej tudi metateza). Besede, ki jih dobimo z anagramiranjem so lahko na kak zanimiv način povezane s prvotnimi ali pa tudi ne. 
Primer leto = telo, mentor = monter. 
Poseben primer anagramov so palindromi, anagrami, ki se nazaj in naprej preberejo enako:  potop, kisik, perica reže raci rep.
Krajše besede imajo navadno več anagramov: vrana = varan (tropski kuščar) = Anvar (el Sadat) = Varna (pristanišče v Bolgariji) = ravan. Po drugi strani pa je za daljše besede težje najti anagram: destilarna = nadrealist

## Zgodovina
Že stari Grki so sestavljali anagrame, pesnik Likofron naj bi iz črk svojega vladarja Ptolemaios sestavil apo melitos (grško meden) in imena njegove žene Arsinoe pa Ion eras (Herina ljubljenka).
Poznani so anagrami v latinščini.
»Ave Maria, gratia plena, Dominus tecum« (Sveta Marija, milosti polna, Gospod je s teboj) je tako spremenjena v »Virgo serena, pia, munda et immaculata« (Svetla devica, čista in brezmadežna). 
Med drugimi je odgovor na Pilatovo vprašanje, »Quid est veritas?« (Kaj je resnica?), namreč, »Est vir qui adest« (To je človek, ki je tu.); in transpozicija »Horatio Nelson« v »Honor est a Nilo« (Latinsko čast z Nila).

## Psevdonimi
Nekateri avtorji so uporabljali psevdonime, ki so nastali s premetavanjem njihovih imen: 
- Vladimir Nabokov = »Vivian Darkbloom«
- Erich Maria Remarque (priimek fonetično) Remark = »Kramer«
- Vid Pečjak = »Div Kajčep«

## Programiranje
Ugotavljanje ali sta dve besedi anagrama je pogosta programerska
naloga Arhivirano 2006-06-23 na Wayback Machine..

## Ugankarstvo
V ugankarstvu se anagram uporablja pogosto, kot samostojna uganka ali kot del drugih ugank. Anagram je lahko uporabljen v stavku, pogosto pa tudi v verzih.
Nekaj primerov ugankarja Pavla Gregorca:
DAN JE LE… za počitek! (rešitev nedelja)
OBVLADA TO NERODA? 
Saj to ne bo res,
Da obvlada šport, 
Ki je ples teles. (rešitev orodna telovadba).
A BLATNO jezero na Madžarskem? Seveda, njegovo originalno ime. (rešitev Balaton)
Posebej zanimivi so tematski anagrami, kjer so pojmi med seboj povezani:
Amur = Ruma = Mura in Bari = Ibar.
Znanje anagramiranja je zelo uporabno pri igri scrabble, kjer imamo na volj sedem črk, ki jih skušamo premetati in namestiti na igralno ploščo, tako da nam prinesejo čim več točk.

## Primeri

### Slovenščina
- Vikipedija = Ekipa, divji!
- monogram = nomogram
- nasprotje = Petrosjan
- nadarjenec = Jeanne d'Arc
- enakost = ostanek = Estonka = kontesa = stoenka
- pijanost = stopinja = tajnopis
- sliva = Silva = Slavi = svila = Vilas = Visla = Vlasi
- Janez Mencinger = Nejaz Nemcigren (psevdonim)
- Noe = neo = eon = eno = one
- slogan = glasno

### Angleščina
- Amsterdam = mad master = dream mast
- discovery = very disco
- Tony Blair MP = I'm Tory plan B
- George Bush = He bugs Gore.
- George W. Bush = He grew bogus.
- John Kerry = Jerky horn
- I have nothing to offer but blood, sweat, and tears." = "Defeat boaster Adolf Hitler!" bought Winston ovation. (Churchill)
- Statue of Liberty = Built to Stay Free
- Anagrams = Ars Magna
- Wikipedia = A Pied Kiwi
- The public art galleries = Large picture halls, I bet.
- The Morse code = Here come dots.
- A decimal point = I'm a dot in place
- Eleven plus two = Twelve plus one
- The eyes = they see
- Princess Diana = End is a car spin.
- Year Two Thousand = A year to shut down.
- Slot machines = Cash lost in 'em.
- Mother-in-law = Woman Hitler
- Tasmania = I am Satan
- "To be or not to be: that is the question, whether 'tis nobler in the mind to suffer the slings and arrows of outrageous fortune." = "In one of the Bard's best-thought-of tragedies: our insistent hero, Hamlet, queries on two fronts about how life turns rotten." (discoverd by Cory Calhoun)

### Francoščina
- Verjetno najbolj znan anagram v francoščini: Révolution française = Un véto corse la finira. (Francoska revolucija = Korziški veto jo bo končal (kar se je res zgodilo – glej Napoleon Bonaparte))